# Nicolas Quillet
Nicolas Quillet, né le 12 mai 1956 à Boulogne-Billancourt, est un haut fonctionnaire et un écrivain français.

## Biographie

### Famille et formation
Nicolas Quillet naît le 12 mai 1956 à Boulogne-Billancourt du mariage de Pierre Quillet et de Jeannine Bacry, tous deux agrégés de philosophie.
Le 18 octobre 1983, il épouse Chantal Tardan, professeur agrégée de lettres. De ce mariage, naissent trois enfants.
Après des études au lycée Henri-IV et au lycée Louis-le-Grand, lauréat du concours général en philosophie en 1973, Nicolas Quillet poursuit des études supérieures à l'université Paris-IV et suit les cours de l'École normale supérieure (Paris) de la rue d'Ulm. Il est titulaire d'une licence de droit public, d'une licence de lettres classiques et d'une maîtrise de philosophie ; il est diplômé de l'Institut d'études politiques de Paris.

### Carrière professionnelle
En 1981, il enseigne la philosophie à l'Ecole française de Munich, puis intègre la promotion Léonard-de-Vinci de l'École nationale d'administration en 1983. À sa sortie en 1985, il est nommé sous-préfet
puis en 1985, chef du cabinet du préfet de Paris et de la région d'Île-de-France. En 1986, il est nommé directeur du cabinet du préfet de l'Isère, sous-préfet de Pithiviers en 1988, chef du bureau des actions locales et externes à la Direction du personnel du ministère de l'Intérieur en 1990, secrétaire général du groupe Rassemblement démocratique et européen au Sénat en 1991, conseiller technique au cabinet du président de l'Assemblée nationale en 1993, sous-préfet de Saint-Malo en 1995, secrétaire général de la préfecture du Maine-et-Loire en 1998, conseiller technique au cabinet de Nicolas Sarkozy, ministre de l'intérieur, et directeur du cabinet de Patrick Devedjian, ministre délégué, en 2002. En 2004, il est nommé préfet délégué pour la sécurité et la défense auprès du préfet d'Ille-et-Vilaine, puis en 2005 : secrétaire général adjoint du Secrétariat général des affaires européennes, en 2007 : chef de la mission pour la présidence de l'Union européenne au ministère de l'Intérieur.
Il est ensuite nommé préfet de la Nièvre en 2009, du Cher en 2011, d'Eure-et-Loir en 2013, de la Sarthe en 2017.
Il prend sa retraite le 1er mars 2022.

## Publications
Membre de la Société des gens de lettres, Nicolas Quillet a publié une douzaine d'essais et de romans, le plus souvent sous le nom de plume de Manuel Cordouan,,.

### Essais
- Regards européens sur l'histoire franco-allemande, éditions Gualino, 2003  (ISBN 978-2-84200-656-3)
Cet essai a obtenu en 2003 le premier prix de l'essai de l'Académie des sciences morales et politiques[8]
- Une Europe de la sécurité, éditions Desclée de Brouwer, 2011,  (ISBN 978-2-22006-329-4)
Commentaire sur le site du ministère de l'Intérieur[9].

### Nouvelles
- La Tête à l'envers, éditions L'Harmattan, 2020  (ISBN 978-2-34321-078-0)

### Poésie
- Poèmes d'amour, éditions L'Harmattan, 2020  (ISBN 978-2-34320-478-9)

### Romans
- Si tu t'imagines..., éditions Diabase, 2002  (ISBN 978-2-91143-813-4)
- Le Vertige de Clémence, éditions Diabase, 2009  (ISBN 978-2-91143-860-8)
- Les Amants d'Alger, éditions de Borée, 2011  (ISBN 978-2-81292-006-6)
- La Carte maîtresse, éditions de Borée, 2014  (ISBN 978-2-81291-139-2)
- La Vie au fond des yeux, éditions Ella, 2016  (ISBN 978-2-36803-158-2)
Commentaire sur un site sarthois[10].
- Le Cahier de Madeleine, éditions Libra, 2018  (ISBN 978-2-84492-986-0)
- Le syndrome de Don Quichotte, éditions Libra, 2019,  (ISBN 978-2-37932-042-2)

### Théâtre
- Noces tardives, éditions L'Harmattan, 2015  (ISBN 978-2-34307-660-7)
- Un père de trop, éditions L'Harmattan, 2016  (ISBN 978-2-34309-508-0)
- Prélude de paix, éditions L'Harmattan, 2018  (ISBN 978-2-34314-900-4)
- Zakhor - Souviens-toi, éditions L'Harmattan, 2019  (ISBN 978-2-34316-821-0)

## Récompenses et distinctions

### Décorations
- Le 15 novembre 1999, Nicolas Quillet est nommé chevalier dans l'ordre national du Mérite au titre de « Secrétaire général de la préfecture de Maine-et-Loire ; 19 ans de services civils et militaires »[11].
- Il est nommé chevalier dans l'ordre national de la Légion d'honneur, en reçoit la décoration le 10 novembre 2005, puis promu officier le 3 avril 2015 au titre de « préfet d'Eure-et-Loir »[12].
- Il est officier dans l'ordre des Palmes académiques, titulaire de la médaille d'Outre-Mer, de la médaille de la Défense nationale, officier dans l'ordre du Mérite de la République fédérale d'Allemagne[1].